# Oliver Anthony
Pour les articles homonymes, voir Anthony.
Christopher Anthony Lunsford, né le 30 juin 1992 à Farmville, est un auteur-compositeur-interprète de country folk américain, connu sous le nom de scène Oliver Anthony ou Oliver Anthony Music. Il s’est fait connaître en 2023 avec le titre viral Rich Men North of Richmond.

## Biographie
Originaire de Virginie rurale, Christopher Lunsford a grandi dans un environnement modeste. Il a quitté le lycée à 17 ans et a obtenu un GED à Spruce Pine, en Caroline du Nord. Il a ensuite travaillé dans plusieurs usines et comme représentant commercial dans l’industrie manufacturière, parcourant la Virginie et les Carolines.
Son nom de scène est un hommage à son grand-père, Oliver Anthony, ouvrier durant la Grande Dépression. Il vit avec sa femme Tiffany et leurs deux enfants dans une caravane de 27 pieds en Virginie.

## Carrière musicale

### Débuts
Oliver Anthony commence à écrire de la musique en 2021, influencé par des artistes comme Hank Williams et inspiré par ses propres luttes contre la dépression et l’alcoolisme. Il publie ses premières chansons sur YouTube et Spotify en 2022, dans un style dépouillé, souvent enregistré en extérieur avec une guitare résonateur.

### Percée avecRich Men North of Richmond
Le 8 août 2023, il publie la vidéo de Rich Men North of Richmond sur la chaîne YouTube Radiowv. La chanson devient virale en quelques jours et atteint la première place du Billboard Hot 100. Il devient ainsi le premier artiste à débuter en tête du classement sans aucune présence antérieure dans les charts.
La chanson critique les élites politiques, les impôts, l’inflation et les inégalités sociales. Elle est perçue comme un hymne populiste, récupéré par des figures conservatrices, bien qu’Anthony ait affirmé qu’il ne souhaitait pas être associé à un camp politique particulier.

### Suite de carrière
En août 2023, six de ses chansons figurent dans le top 20 d’iTunes, dont I've Got to Get Sober et Ain’t Gotta Dollar. Malgré des offres de contrats allant jusqu’à 8 millions de dollars, il refuse de signer avec un label, préférant rester indépendant.
En 2024, il annonce vouloir se retirer de l’industrie musicale pour se consacrer à un ministère itinérant.

## Style musical et réception
Son style est qualifié de brut, authentique et enraciné dans la tradition folk et country. Il se distingue par des performances acoustiques minimalistes et des paroles engagées. Il se décrit lui-même comme « un idiot avec une guitare », chantant sans montage ni production.